# 119e méridien est
En géographie, le 119e méridien est est le méridien joignant les points de la surface de la Terre dont la longitude est égale à 119° est.

## Géographie

### Dimensions
Comme tous les autres méridiens, la longueur du 119e méridien correspond à une demi-circonférence terrestre, soit 20 003,932 km. Au niveau de l'équateur, il est distant du méridien de Greenwich de 13 247 km,.
Avec le 61e méridien ouest, il forme un grand cercle passant par les pôles géographiques terrestres.

### Régions traversées
En commençant par le pôle Nord et descendant vers le sud au pôle Sud, Le 119e méridien est passe par:
| Coordonnées           | Pays, territoire ou mer  | Notes |
| --------------------- | ------------------------ | --- |
| 90° 00′ N, 119° 00′ E | Océan Arctique           | |
| 78° 29′ N, 119° 00′ E | Mer de Laptev            | |
| 73° 07′ N, 119° 00′ E | Russie                   | République de Sakha Oblast d'Irkoutsk — à partir de 58° 33′ N, 119° 00′ E Kraï de Transbaïkalie — à partir de 58° 14′ N, 119° 00′ E |
| 49° 59′ N, 119° 00′ E | Chine                    | Mongolie Intérieure |
| 47° 44′ N, 119° 00′ E | Mongolie                 | |
| 46° 47′ N, 119° 00′ E | Chine                    | Mongolie Intérieure Hebei – à partir de 41° 15′ N, 119° 00′ E Liaoning – à partir de 41° 03′ N, 119° 00′ E Hebei – à partir de 40° 38′ N, 119° 00′ E |
| 39° 12′ N, 119° 00′ E | Golfe de Bohai           | |
| 37° 56′ N, 119° 00′ E | Chine                    | Shandong |
| 37° 38′ N, 119° 00′ E | Golfe de Bohai           | Baie de Laizhou |
| 37° 17′ N, 119° 00′ E | Chine                    | Shandong Jiangsu – à partir de 35° 02′ N, 119° 00′ E Anhui – à partir de 32° 56′ N, 119° 00′ E Jiangsu – à partir de 32° 33′ N, 119° 00′ E Anhui – à partir de 31° 14′ N, 119° 00′ E Zhejiang – à partir de 30° 18′ N, 119° 00′ E Fujian – à partir de 27° 26′ N, 119° 00′ E |
| 24° 56′ N, 119° 00′ E | Mer de Chine méridionale | |
| 10° 27′ N, 119° 00′ E | Philippines              | Île de Palawan |
| 10° 00′ N, 119° 00′ E | Mer de Sulu              | |
| 5° 25′ N, 119° 00′ E  | Malaisie                 | Sabah – île de Borneo |
| 5° 03′ N, 119° 00′ E  | Mer de Célèbes           | Passe juste à l'est de Cap Mangkalihat (en), Borneo, Indonésie (à 1° 01′ N, 118° 59′ E) |
| 1° 01′ N, 119° 00′ E  | Détroit de Macassar      | |
| 2° 37′ S, 119° 00′ E  | Indonésie                | Île de Sulawesi |
| 3° 32′ S, 119° 00′ E  | Détroit de Macassar      | |
| 5° 24′ S, 119° 00′ E  | Mer de Java              | |
| 6° 20′ S, 119° 00′ E  | Mer de Florès            | Passe par de nombreuses petites iles d' Indonésie (à 6° 50′ S, 119° 00′ E) Passe juste à l'ouest de l'île de Sangeang Api, Indonésie (à 8° 12′ S, 119° 00′ E) |
| 8° 24′ S, 119° 00′ E  | Indonésie                | Île de Sumbawa |
| 8° 45′ S, 119° 00′ E  | Détroit de Sumba         | |
| 9° 27′ S, 119° 00′ E  | Indonésie                | Île de Sumba |
| 9° 38′ S, 119° 00′ E  | Océan indien             | |
| 20° 02′ S, 119° 00′ E | Australie                | Australie-Occidentale |
| 34° 27′ S, 119° 00′ E | Océan indien             | Les autorités australiennes considèrent cette zone comme partie de l'Océan Austral, |
| 60° 00′ S, 119° 00′ E | Océan Austral            | |
| 66° 55′ S, 119° 00′ E | Antarctique              | Territoire antarctique australien, Territoires revendiqués par l' Australie |